# Johan Burlin
Johan Burlin, född 25 april 1989 i Skellefteå, Västerbotten, är en svensk ishockeytränare och tidigare ishockeyspelare som tränar i SK Lejon i Hockeytvåan.

## Karriär
Burlins moderklubb är Skellefteå AIK i vilken han spelat som junior och i Elitserien säsongen 2008/2009 då han spelade 31 elitseriematcher i A-laget. Han beskrivs som en stor och tung back med goda defensiva förmågor men som också besitter offensiva kvalitéer. Inför säsongen 2009/2010 skrev han på ett kontrakt med Borås HC i Hockeyallsvenskan och senare för Piteå HC i Division 1.
Därefter spelade Burlin för en lång rad klubbar och ligor i Europa: 
- Molot-Prikamje Perm (Vyssjaja chokkejnaja liga)
- HK Oktan Perm (Pervenstvo vyssjaja chokkejnaja liga)
- IF Sundsvall Hockey (Hockeyallsvenskan)
- Lausitzer Füchse (2. Eishockey-Bundesliga)
- HC Fassa (Serie A
- Manchester Phoenix (English Premier Ice Hockey League)
- LHC Les Lions (Ligue Magnus)
- EC Kitzbühel (Alps Hockey League)
- Sønderjyske ishockey (Metal Ligaen)
- Étoile Noire de Strasbourg (Ligue Magnus)

## Landslaget
Säsongen 2007/2008 fick Burlin också chansen att dra på sig landslagströjan i U19-landslaget där han spelade fyra landskamper och bidrog med ett assist.